# DJ Hollywood
DJ Hollywood (né Anthony Holloway le 10 décembre 1954 à New York) est un MC et disc jockey américain. Selon les DJ Kurtis Blow et Pete Jones, Hollywood est le premier rappeur rythmique dans le style hip-hop, faisant de lui le « père » du hip-hop. Selon Fab Five Freddy, Hollywood serait même l'inventeur du mot « hip-hop »  
.

## Histoire
Anthony Holloway naît et grandit à Harlem, et non dans le Bronx comme la plupart des autres précurseurs du hip-hop. Adolescent, il se fait remarquer en dansant le « bus stop » dans les clubs. Puis il découvre le DJing en observant DJ W.T. Il est fasciné par sa façon de parler en enchaînant les morceaux. Il commence sa carrière de DJ au début des années 1970, au Jet Set sur la 132e Rue ou au Lovely's sur la 148e. Avant qu'Hollywood n'introduise le rap de style hip-hop, il a déjà eu un fort impact sur le DJing en créant un set qui comprend du chant, des rimes et des appels-réponses, où il interagit avec la foule.
La renommée d'Hollywood se répand rapidement et il devient un habitué de l'Apollo Theater, faisant même ajouter son nom au fronton. Hollywood est DJ depuis 1972 et, comme tous les MC, il « parle en rythme ». Et comme la plupart des DJ de radio, il agrémente généralement ces séquences d'un ou deux vers. C'est sur le titre Cissy Strut des Meters qu'il trouve enfin un espace suffisant pour placer ses rimes. Il commence aussi à vendre ses mixtapes de la main à la main, dans des restaurants de quartiers ou des salons de coiffure.
En 1975, Hollywood apporte sa plus grande contribution au hip-hop lorsqu'il scande les paroles de Good Love 6-9969 d'Isaac Hayes sur le break de  Love is the Message de MFSB, dans un petit bar de la 125e Rue appelé A Bunch of Grapes, entre Park Avenue et Lexington Avenue, faisant de lui une sensation instantanée. Hollywood réalise quelque chose de nouveau : il rime de façon syncopée au rythme d'un disque sans interruption pendant près d'une minute. Il enchaîne les diverses rimes courtes en une seule rime continue, introduisant le « flow » et donnant naissance à ce qui allait devenir le style « hip hop ». Avant cela, tous les MC rimaient en fonction des DJ radio. En utilisant des paroles des chansons, Hollywood  apporte un flow et un thème inhérents à sa rime.
Holloway a déclaré : « Ne vous méprenez pas, ils avaient des gens [qui] rappaient avant moi, syncopés et non syncopés. Je ne peux rien enlever à des gens comme Oscar Brown Jr., Pigmeat Markham, The Last Poets, Gil Scott-Heron, The Watts Prophets, Rudy Ray Moore, je les écoutais tous. Je ne peux rien prendre d'aucun d'eux... mais aucun d'entre eux ne faisait ce que je faisais avec les platines et un micro ».
En 1978 et 1979, DJ Hollywood est le premier DJ à apporter des platines et une table de mixage pour se produire à l'Apollo Theater,. Avant longtemps, les propriétaires de clubs du Sud du Bronx avaient engagé Hollywood pour jouer dans un endroit appelé le Club 371, situé au 371 E sur la 166e Rue. Rapidement une troupe d'habitués se faisant appeler The Corporation se forme autour d'Hollywood. Le coût d'entrée du club augmente au fur et à mesure qu'augmente la popularité d'Hollywood. Parmi les spectateurs se trouvent Grandmaster Flash et Disco Bee.
L'influence de DJ Hollywood sur le genre qu'il a aidé à créer est évidente dans le style des DJ's Kid Capri, Biz Markie et Lovebug Starski, ainsi que des rappeurs spécialisés dans la participation des foules comme Kurtis Blow et Doug E. Fresh. Kevin Smith, plus connu sous le nom de Lovebug Starski, est parfois considéré comme l'un des premiers rappeurs dans le style hip-hop. Starski, cependant, était le partenaire d'Hollywood et a simplement imité ce nouveau style. Gamin, Starski écoutait déjà les mixtapes de DJ Hollywood.
La plupart des œuvres musicales de DJ Hollywood sont exécutées en live et n'ont pas été enregistrées, bien qu'il ait sorti en 1980 un single Shock, Shock, The House sur CBS Records. Jusqu'au milieu des années 1980, Hollywood est l'un des meilleurs DJ. Il prend ensuite sa retraite pour lutter contre son addiction aux drogues. Il est depuis retourné se produire dans la région de New York, apparaissant avec Tha Veteranz qui l'a réuni avec son ancien partenaire Lovebug Starski.
La seule reconnaissance publique qu'il ait reçue pour sa participation à la création du rap remonte à 2004 avec première cérémonie des Hip Hop Honors (en) sur VH1. Il est souvent exclu de l'histoire du hip-hop parce que beaucoup de ses contemporains, comme Afrika Bambaataa et DJ Kool Herc, le considèrent comme un artiste « disco »,.